# Lamprosema polysemalis
Lamprosema polysemalis là một loài bướm đêm trong họ Crambidae.